# O Guarani (1926)
O Guarani é um filme brasileiro do gênero drama e aventura produzido, escrito e dirigido por Vittorio Capellaro em 1926. Foi distribuído pela Paramount Pictures. Baseado no romance homônimo de José de Alencar. Capellaro já havia feito uma adaptação do livro de José de Alencar dez anos antes, em 1916.
Lançado em 18 de outubro de 1926, é considerado um filme perdido, pois nenhuma cópia foi preservada.

## Elenco
- Vittorio Capellaro como Loredano e Frei Ângelo
- Tácito de Souza como Peri
- Armanda Maucery como Ceci
- Luigi Pianconi como Dom Antonio de Mariz
- Domenico Cesarini como Dom Álvaro de Sá
- Ernesto Papini como Dom Diogo de Mariz
- Tina Montresor como Dona Laureana de Mariz
- Margarida Collado como Dona Isabel
- Armando Maucery como Aires Gomes
- Giuseppe Menichelli como Rui Soeiro
- Mario Piazzi como Bento Simões
- Giorgio Moro como Nunes
- Giovanni Schiatti como Fernão Aires

## Produção
Segunda versão filmada por Capellaro e a terceira versão no geral. Foi financiado pela Paramount Pictures, que estava querendo estudar o mercado cinematográfico brasileiro para poder expandir as suas atividades. Tácito de Souza, que interpretou o personagem principal, foi encontrado por acaso por Capellaro em Santos. Nas palavras do próprio: "Conversava com alguns amigos, quando notei que ele podia interpretar Pery".